# Piszon
Piszon – jedna z czterech odnóg rzeki wypływającej z biblijnego Raju (Księga Rodzaju 2:11). Pozostałe, czyli Tygrys i Eufrat, mają swoje odpowiedniki w istniejących w rzeczywistości rzekach. Piszonu, podobnie jak Gichonu, nie udało się odnieść do ziemskiej geografii. Pismo Święte podaje, że Piszon opływał cały kraj Chawila, w której znajdowało się złoto a także wonna żywica i czerwony kamień.
Na temat położenia Piszonu istniało wiele teorii, bardziej lub mniej prawdopodobnych. Na przykład Peter Heyleyn w XVII wieku sugerował, że Piszon nie mógł być, zgodnie z rozpowszechnioną teorią, Gangesem, gdyż znajduje się on zbyt daleko od krain wymienianych przez Mojżesza. Według niego byłby południową odnogą Tygrysu, co sugerowałoby położenie Edenu w Mezopotamii. Piszon wraz z pozostałymi rzekami mógł być też symbolem niezwykłej urodzajności Edenu.